# Plougras
Plougras är en kommun i departementet Côtes-d'Armor i regionen Bretagne i nordvästra Frankrike. Kommunen ligger i kantonen Plouaret som tillhör arrondissementet Lannion. År 2022 hade Plougras 428 invånare.

## Befolkningsutveckling
Antalet invånare i kommunen Plougras
Referens:INSEE